# Флаг Вараша
Флаг Вараша утверждён городским советом 29 января 2001  г. и изменениями от 20 декабря 2016 г. № 474.
Автор флага — художник Максимчук Сергей Игоревич.

## Описание
Флаг города Вараш представляет собой прямоугольное полотнище с соотношением ширины 2:3. У древка в треугольнике белого цвета находится изображение герб города. Остальные полотнища разделены на две равные части по горизонтали: верхняя — голубого цвета, нижняя — зеленого.
Зелёные и синие цвета указывают на нахождение Вараша в Полесском крае.

## Похожие флаги

Флаг Хабаровского края
Флаг Джибути